# Burmai fácán
A burmai fácán vagy Hume-fácán (Syrmaticus humiae) a madarak osztályának tyúkalakúak (Galliformes) rendjébe és a fácánfélék (Phasianidae) családjába tartozó faj.

## Megjelenése
A hím testhossza 90-92 centiméter, a tojó 60-61 centiméter. A kakasok fejtető és tarkó tollai olajbarnás színezetű, a torok és a nyak acélkék. A test többi része gesztenyebarna, lilásan irizál, a szárnyfedő tollak fehérek. A tojó egyszerű szürkés, barnássárga, farktollvégei fehérek.

## Elterjedése
Kína, India, Mianmar és Thaiföld területének lakója.

## Alfajai
- Syrmaticus humiae burmanicus (Oates, 1898)
- Syrmaticus humiae humiae (Hume, 1881)

## Életmódja
Kisebb csoportokban kutat élelem után. Zöld növényi részeket, magvakat, bogyókat, fiatal korban ízeltlábúakat fogyaszt. Felnőtt korban csigák, férgek is szerepelnek étlapján.

## Szaporodása
Április-május hónapban kezdődik a nászidőszak, a kakasok 2-3 tyúkot kísérget. A tojó a földbe vájt mélyedésbe építi fészkét, melyet száraz falevéllel, tollal bélel.
Fészekalja 8-11 tojásból áll, melyen 27-28 napig kotlik.